# R.C. Pro-Am
R.C. Pro-Am es un videojuego de carreras desarrollado por Rare. Fue lanzado para Nintendo Entertainment System (NES) por Nintendo para América del Norte en marzo de 1988, y luego en Europa el 15 de abril del mismo año. Presentado en una perspectiva isométrica desde arriba, un solo jugador maneja un auto controlado por radio alrededor de una serie de pistas. El objetivo de cada pista es calificar para la próxima carrera al ubicarse entre los tres mejores corredores. Los jugadores recolectan objetos para mejorar el rendimiento, y deben evitar una variedad de peligros como charcos de lluvia y manchas de aceite. Es un ejemplo de un juego de carreras que presenta combate vehicular, en el que los corredores pueden usar misiles y bombas para desactivar temporalmente a los vehículos enemigos. Originalmente titulado Pro Am Racing, R.C. Pro-Am también fue portado a Sega Genesis en 1992 como Championship Pro-Am, una versión mejorada con gráficos mejorados y características adicionales. R.C. Pro-Am fue seguido por dos secuelas: Super R.C. Pro-Am en 1991, y R.C. Pro-Am II en 1992.
Enumerado por los críticos de videojuegos como uno de los primeros títulos exitosos de Rare en NES, R.C. Pro-Am fue bien recibido por sus imágenes, sonido, jugabilidad y disfrute. El juego se distanció de los títulos de carreras anteriores utilizando una perspectiva general, en lugar de una primera persona. Las revisiones lo han citado como inspiración para juegos futuros como Super Off Road, Rock N' Roll Racing y la serie Mario Kart. Ha aparecido en muchas listas de "los mejores juegos de todos los tiempos" y es considerado como uno de los mejores títulos de la biblioteca de NES. El juego se incluyó más tarde en la compilación de Rare de 2015 Rare Replay para Xbox One.

## Jugabilidad
R.C. Pro-Am es un videojuego de carreras en el que un jugador controla un auto controlado por radio contra tres oponentes alrededor de una pista desde una perspectiva isométrica desde arriba. Los jugadores usan los botones horizontales en el mando para dirigir su automóvil hacia la izquierda o hacia la derecha, y usan los otros botones para acelerar, disparar armas y pausar el juego. Con un total de 24 pistas, el objetivo de cada corredor es calificar para la próxima carrera al terminar entre los tres primeros en el campo de cuatro autos. El juego termina si los jugadores terminan en cuarto lugar; sin embargo, tienen dos continuos en los que pueden reiniciar la carrera anterior, pero perderán todos los puntos acumulados hasta ese momento. Por cada finalización exitosa de una carrera, el jugador recibe un trofeo; los "High Score Trophies" más grandes, que conducen al "Super Trophy", también se pueden obtener para lograr puntajes altos. Una vez finalizado el juego, los jugadores pueden registrar sus puntuaciones en la lista de "Top Pro-Am Drivers", pero las puntuaciones se borran cuando se apaga la consola.
A lo largo de los cursos, hay elementos en la pista que los jugadores pueden recoger conduciendo sobre ellos. Los "elementos de puesta a punto" ayudan a aumentar el rendimiento del automóvil, como la aceleración del turbo, los "motores más calientes" para una velocidad máxima más alta y los "neumáticos súper pegajosos" para aumentar la tracción y las curvas. estas habilidades adicionales se muestran en la pantalla de "condiciones de pista" entre carreras. Los jugadores también pueden recolectar armas que pueden deshabilitar temporalmente otros vehículos: los misiles sacan los vehículos enemigos desde el frente, mientras que las bombas los sacan desde la parte trasera. El número de misiles y bombas se transfiere a la siguiente carrera, y los jugadores pueden recolectar municiones adicionales, representadas por estrellas, en la pista. Las jaulas rodantes, que los oponentes también pueden recolectar, ayudan a proteger a los autos de daños por choques, las "cremalleras" estacionarias les dan a los autos un impulso adicional de velocidad, y las "letras de bonificación" les dan a los jugadores grandes puntos de bonificación y la capacidad de conducir coche si pueden deletrear "NINTENDO" ("CHAMPION" en la versión Rare Replay) con ellos. Los jugadores pueden pasar de un camión estándar a un 4-Wheeler más rápido y luego al Off Roader más rápido. También hay varios peligros que deben evitarse: las manchas de aceite que causan que los autos se salgan de control, los charcos de agua y los "chaparrones de lluvia" que los frenan, las barreras emergentes que chocan con los autos y los cráneos que disminuyen las municiones. El uso excesivo de armas de proyectil en los oponentes hará que el carro amarillo acelere a 127 mph, que no puede ser igualado por el jugador.
El puerto de Sega Genesis, Championship Pro-Am, presenta algunas diferencias de juego con la versión NES del juego. En este puerto, los jugadores compiten contra otros cinco vehículos en lugar de tres, pero los jugadores aún deben ubicarse entre los tres primeros para pasar a la siguiente pista. Otra característica es que los registros de la carrera se registran; se les pide a los jugadores que ingresen su nombre antes de que el juego comience a realizar un seguimiento de las puntuaciones más altas y los registros de la carrera. Finalmente, los jugadores intentan deletrear con éxito "CHAMPION" para actualizar a un auto nuevo.

## Desarrollo
R.C. Pro-Am fue desarrollado por la compañía británica Rare. En 1987, el juego originalmente se tituló Pro-Am Racing, pero más tarde se le cambió el nombre. Fue lanzado para Nintendo Entertainment System (NES) por Nintendo en febrero de 1988 en América del Norte y en Europa el 15 de abril del próximo año. Más tarde se trasladaría a Sega Genesis con el nombre de Championship Pro-Am y fue lanzado por Tradewest en 1992. Su música fue compuesta por David Wise, conocido por su trabajo en Cobra Triangle, así como por la serie Donkey Kong Country.
R.C. Pro-Am fue objeto de una cobertura previa en la edición de otoño de 1987 de Nintendo Fun Club News, la antecesora de la compañía de su órgano de la casa, Nintendo Power. Recibió una mirada más profunda sobre el juego en el número de Winter 1987, y dijo que "este juego es una necesidad para los propietarios de RC Car (controlados por radio)". Apareció en la portada del número de febrero a marzo de 1988 de la revista, que también incluía un tutorial completo. Más tarde, en la edición de estreno de Nintendo Power en julio de 1988, R.C. Pro-Am figuraba en el sexto lugar en su lista de juegos "Top 30" de NES, y fue el principal "Picker's Deal". Bajó a la octava posición en septiembre de 1988, y 12 en noviembre.

## Recepción y legado
R.C. Pro-Am vendió 2.3 millones de copias en todo el mundo, un éxito sin calificar, y convirtió a Rare en un importante desarrollador para el Nintendo Entertainmemt System.
R.C. Pro-Am fue revisado en Computer Gaming World, quien lo llamó "un enfoque convincente e innovador para los videojuegos de carreras de autos". Bill Kunkel descubrió que se distanció de los títulos de carreras anteriores, como el Enduro Racer de Sega, el Mach Rider de Nintendo y el Pole Position de Atari al pasar de una perspectiva tradicional en primera persona a una perspectiva isométrica. También elogió la simplicidad y los controles del juego, comparándolos con los de un auto real controlado por radio. Criticó el juego por la falta de una función para dos jugadores y por la vaguedad del folleto de instrucciones. Concluyó alabando sus gráficos y sonido, diciendo que "ayudan a hacer de este el mejor juego de su tipo jamás producido en cualquier formato de juego electrónico". Bloomberg Businessweek enumeró a R.C. Pro-Am, junto con Cobra Triangle, como los títulos más notables de Rare en la biblioteca de NES.
El juego ha continuado siendo bien recibido por las publicaciones de videojuegos contemporáneos. Chris Couper de Allgame declaró que R.C. Pro-Am se encuentra entre los mejores juegos de NES, debido a su naturaleza realista. Comentó que el desafío y los sonidos del juego contribuyeron a su nivel de disfrute. Retro Gamer vio el juego como un precursor de las Micro Machines de Codemasters, y compararon la acción y la variedad de elementos con la posterior serie de Mario Kart. Lo calificaron como uno de los mejores productos tempranos de Rare, al afirmar: "Las carreras de coches controladas por radio en forma de videojuego se perfeccionaron aquí". El libro Vintage Games del 2009 comparó el juego con el Spy Hunter, señalando que el juego enfatizaba la recolección de poderes y armas y no solo en las carreras. Agregó que la tendencia de combinar carreras con combate vehicular reaparecería en juegos futuros como Super Mario Kart y Rock N' Roll Racing. Más tarde, en 2010, como parte del 25 aniversario de Rare, la revista dijo que era el primer título NES exitoso de Rare y uno de los primeros juegos en combinar carreras y combate vehicular. Los lectores clasificaron el juego en el puesto 22 en una lista de sus 25 juegos de Rare favoritos. Más recientemente, en 2016, VintageGamer.com elogió a R.C. Pro Am sigue siendo agradable y desafiante 28 años después de su lanzamiento.
R.C. Pro-Am ha aparecido muchas veces en varias listas de "mejores juegos" a lo largo de los años. Una encuesta realizada por GamePro en 1990 clasificó al juego como el décimo mejor videojuego de deportes en ese momento. Game Informer puso el juego en el número 84 en su lista de "Los 100 mejores juegos de todos los tiempos" en agosto de 2001. La revista Paste lo ubicó como el octavo juego de NES más grande de todos los tiempos, diciendo que es "mucho más divertido que los verdaderos automóviles con control remoto, que nunca parecían estar equipados con capacidades de misiles". IGN clasificó el juego como el 13º mejor juego de NES de todos los tiempos, citando su popularidad entre los jugadores y sus buenas ventas. El editor ejecutivo Craig Harris dijo que fue uno de los primeros juegos en introducir el concepto de combate vehicular, inspirando otros títulos como Super R.C. Pro-Am, R.C. Pro-Am II, y la serie Mario Kart. 1UP.com lo clasificó como el 14º mejor título de NES, citando los buenos gráficos y elementos de juego del juego, aunque dijo que el nivel de dificultad era demasiado alto. Al igual que con otras retrospectivas, el personal del sitio web enumeró el juego como inspiración para futuras series como Super Off Road y Rock n 'Roll Racing. En una mirada retrospectiva a Rare como parte del 25 aniversario de la compañía, GamePro listó a R.C. Pro-Am es uno de los mejores juegos de Rare, y califica al lanzamiento de "uno de los mejores momentos de Rare". La versión NES de R.C. Pro-Am es uno de los 30 juegos en la compilación de Xbox One Rare Replay.